# الكسندر بارد
الكسندر بارد (بالسويدية: Alexander Bard)‏ هو موسيقي ومنتج أسطوانات وفيلسوف ومغن مؤلف ومغني وملحن واقتصادي وشاعر سويدي، ولد في 17 مارس 1961 في Medevi ‏ في السويد.

## وصلات خارجية
- الكسندر بارد على موقع IMDb (الإنجليزية)
- الكسندر بارد على موقع ميوزك برينز (الإنجليزية)
- الكسندر بارد على موقع ميوزك برينز (الإنجليزية)
- الكسندر بارد على موقع أول ميوزيك (الإنجليزية)
- الكسندر بارد على موقع ديسكوغز (الإنجليزية)
- الكسندر بارد على موقع ديسكوغز (الإنجليزية)